# 1986 في الكويت

## المناصب
- أمير الدولة: جابر الأحمد الصباح
- رئيس الوزراء وولي العهد: سعد العبد الله السالم الصباح

## مواليد
- يوسف البلوشي - ممثل.
- إبراهيم دشتي - ممثل ومغني.
- محمد الرمضان - ممثل.
- خالد عجب - لاعب كرة قدم.
- حمد العنزي - لاعب كرة قدم.
- محمد الحملي - ممثل.
- زينة كرم - ممثلة.